# 1935-ös brüsszeli világkiállítás
Az 1935-ös brüsszeli világkiállítás (angolul: Brussels International Exposition of 1935, franciául: Exposition Universelle et Internationale de Bruxelles de 1935, hollandul: Brusselse Wereldtentoonstelling van 1935) világkiállítást 1935. április 27. és november 6. között tartották a belgiumi Heysel/Heizel-fennsíkon Brüsszelben.

## Története
Az 1935-ös volt a tizedik Belgium által rendezett világkiállítás, az 1888-as, 1897-es és 1910-es vásárokat követően pedig a negyedik Brüsszelben. A Bureau International des Expositions (BIE) huszonöt ország részvételét fogadta el hivatalosan, további öt pedig nem hivatalosan képviseltette magát. A téma a gyarmatosítás volt, a Kongói Szabadállam megalakulásának 50. évfordulóján.
A kiállítás mintegy húszmillió látogatót vonzott. Joseph van Neck belga építész volt a vásár és az Art Déco Palais des Expositions (más néven Grand Palais) főépítésze, belső beton parabolaíveivel és négy hatalmas bronzszobrával a mólókon.
Sok más közreműködő mellett Le Corbusier tervezte a francia kiállítás egy részét; Victor Bourgeois belga modernista építész a Palais des Expositions-t (vagy Grand Palais), a Leopold II éttermet és a Soprocol pavilont. A belga művészeti kiállításon jól láthatóan kortárs belga művészek, köztük Paul Delvaux, René Magritte és Louis Van Lint munkáit mutatták be, ezzel is fellendítve karrierjüket.
A kiállítást Bernard F. Eilers holland fotós fényképezte színesben, ami 1935-ben még újdonságnak számított. 
A Palais des Expositions-t és az 1935-ös építmények közül legalább három másikat újra felhasználták az 1958-as brüsszeli világkiállításon, amelyet ugyanott tartottak.  Jelenleg itt található a Brüsszeli Kiállítási Központ (Brüsszel Expo), a város legfontosabb rendezvénykomplexuma Belgiumban és a Benelux államok legnagyobb kiállítótere.

## Galéria

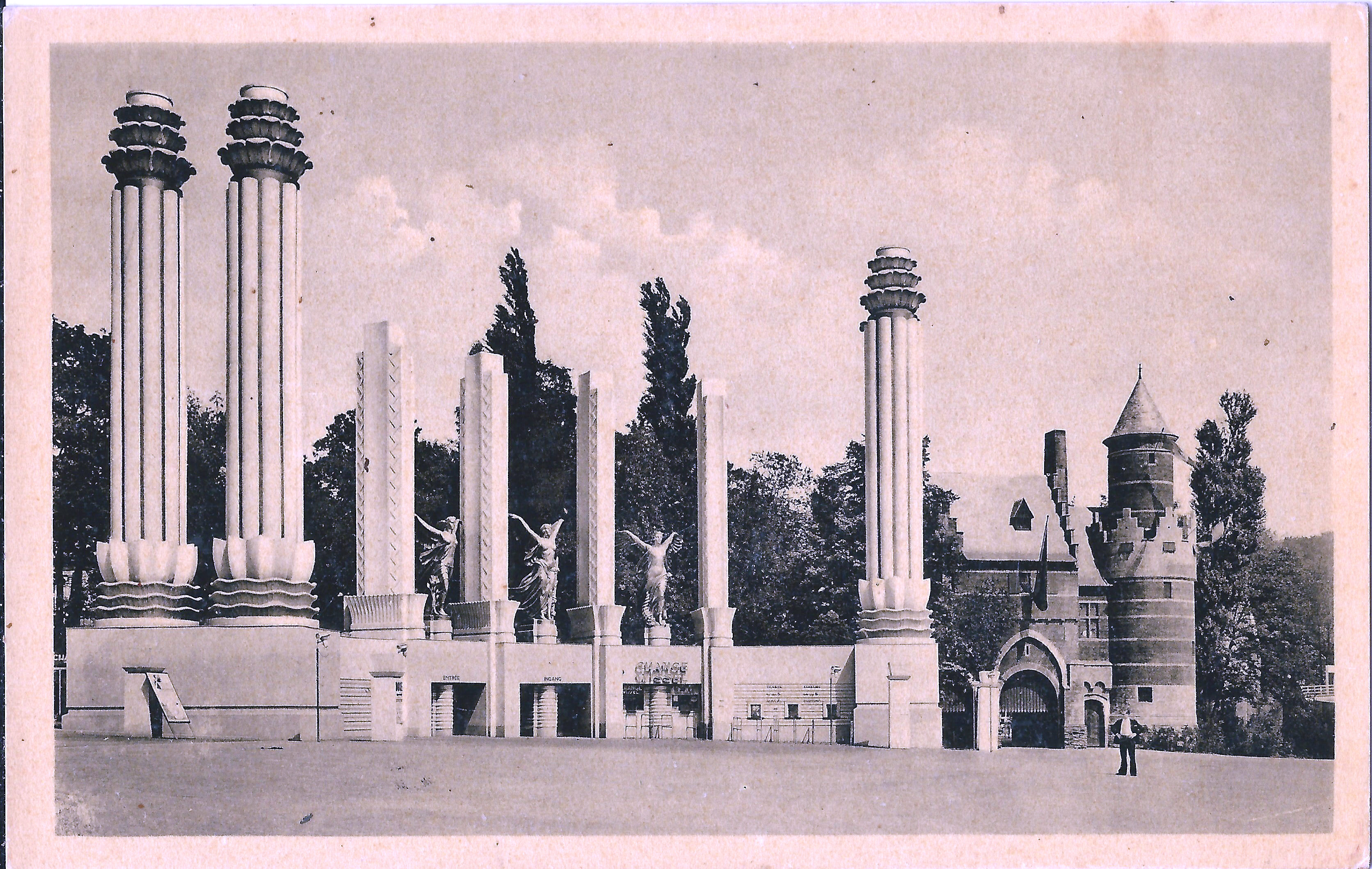
A főbejárat
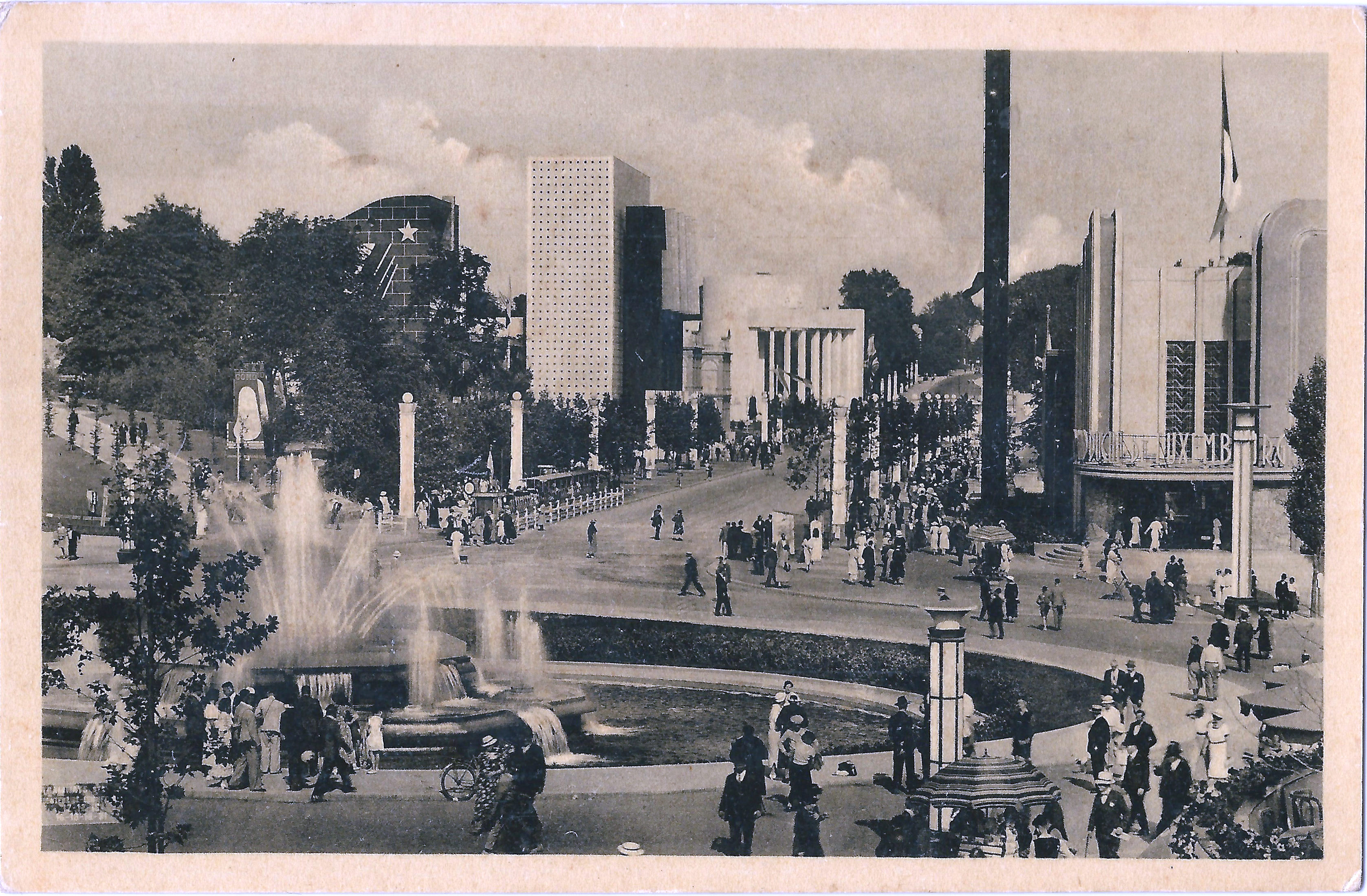
Általános nézet
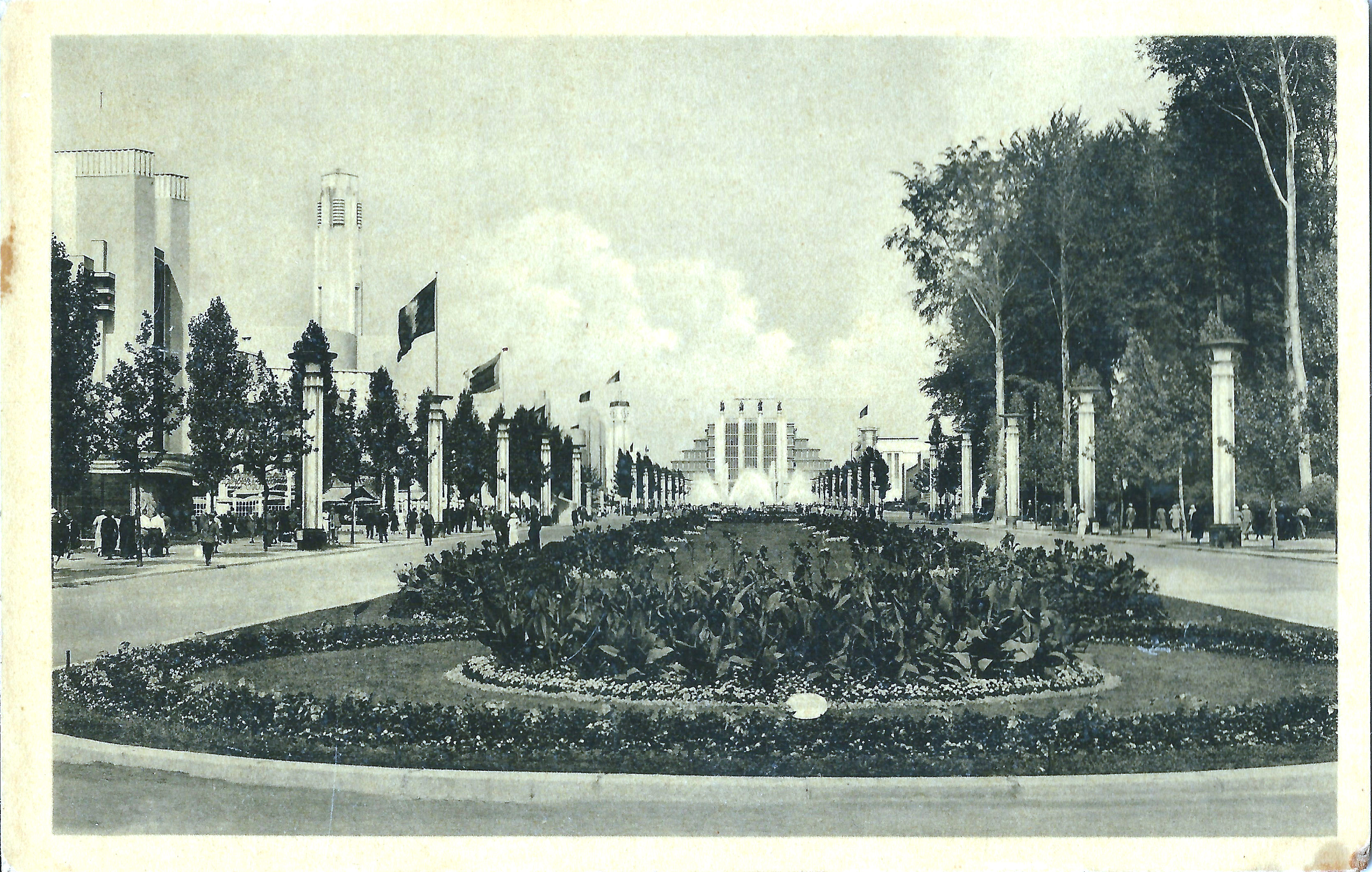
Kilátás a Palais des Expositions felé
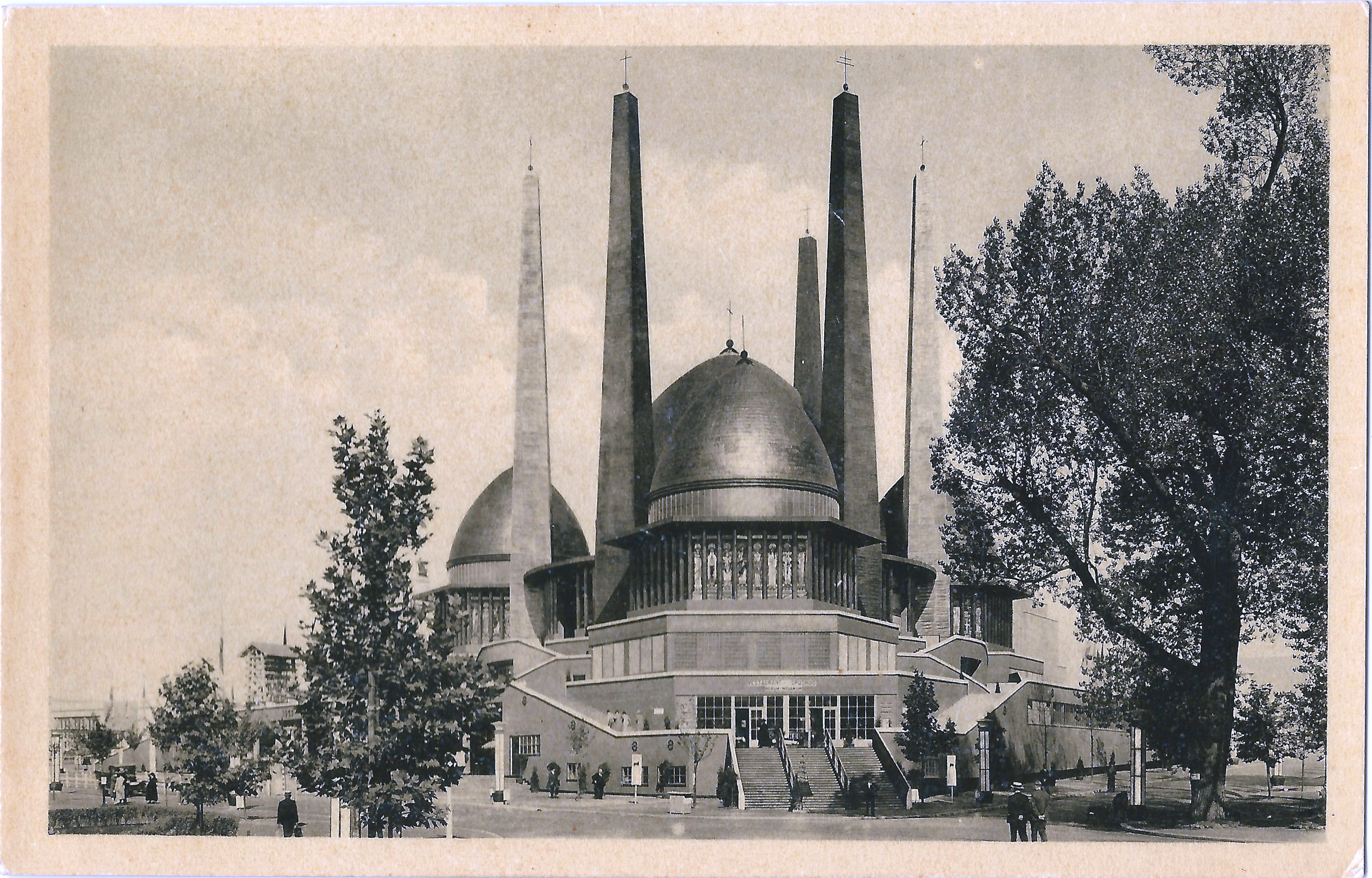
A katolikus élet pavilonja

## Fordítás
- Ez a szócikk részben vagy egészben  a   Brussels International Exposition (1935) című angol Wikipédia-szócikk ezen változatának fordításán alapul.  Az eredeti cikk szerkesztőit annak laptörténete sorolja fel. Ez a jelzés csupán a megfogalmazás eredetét és a szerzői jogokat jelzi, nem szolgál a cikkben szereplő információk forrásmegjelöléseként.

## Bibliográfia
- Coomans, Thomas (1991). „Le Grand Palais du Heysel à Bruxelles (1931-1935), compromis entre monumentalisme et technicité” (francia nyelven). Maisons d'hier et d'aujourd'hui 91, 2–17. o.
- Dumont, Georges-Henri. 150 ans d'expansion et de colonisation (francia nyelven). Brussels: Édition Paul Legrain (1979)
- Exposition universelle et internationale Bruxelles 1935 : avril-novembre (francia nyelven). Brussels: C. Van Cortenbergh (1935)
- Mary, Michel (2004). „Adrien van der Burch, Commissaire général près l'Exposition Universelle et Internationale Bruxelles 1935” (francia nyelven). Annales du Cercle royal d'histoire et d'archéologie du Canton de Soignies XXXVII.
- (2022) „La section italienne à l'Exposition Universelle et Internationale de Bruxelles en 1935: vitrine du régime fasciste ou miroir des industries?” (francia nyelven). Revue Belge d'Histoire Contemporaine, Brussels 52 (3), 66–84. o.
- Les fastes du progrès : le guide des expositions universelles 1851-1992 (francia nyelven). Paris: Flammarion (1992)